# Парозубчик оманливий
Парозубчик оманливий (Didymodon fallax) — вид мохів порядку потіальних (Pottiales).

## Поширення
Батьківщиною є Європа, Африка, Північна Америка, Азія.
Населяє ґрунт, мул, конгломерат, доломіт, пісковик, бетон, водопропускні труби, гіпс, сланці, вапнякова порода; від середньої до високої висоти (200–3300 метрів).

## Характеристика
Рослини від зеленого до червоно-коричневого забарвлення, у пухких, часто великих галявинах. Стебла від 0.75 до 2.5 см заввишки. Стеблові листки від яйцювато-трикутних до ланцетних, 0.6–2(2.5) мм; вони поступово загострюються від широкої яйцюватої основи; краї листа закочуються по всій довжині до самого кінчика; середня жилка міцна і закінчується на кінчику листка. Спеціалізоване нестатеве розмноження відсутнє. Коробочкові ніжки 0.6–1.2 см завдовжки, червонувато-коричневі. Коробочка 0.8–1.5 мм завдовжки, довгасто-циліндричної форми, з кришкою з довгим носиком. Перистом із 16 зубчиками, блідо-оранжево-червоний. Спори 7–9 мкм у діаметрі. Коробочки дозрівають протягом року.

## Галерея

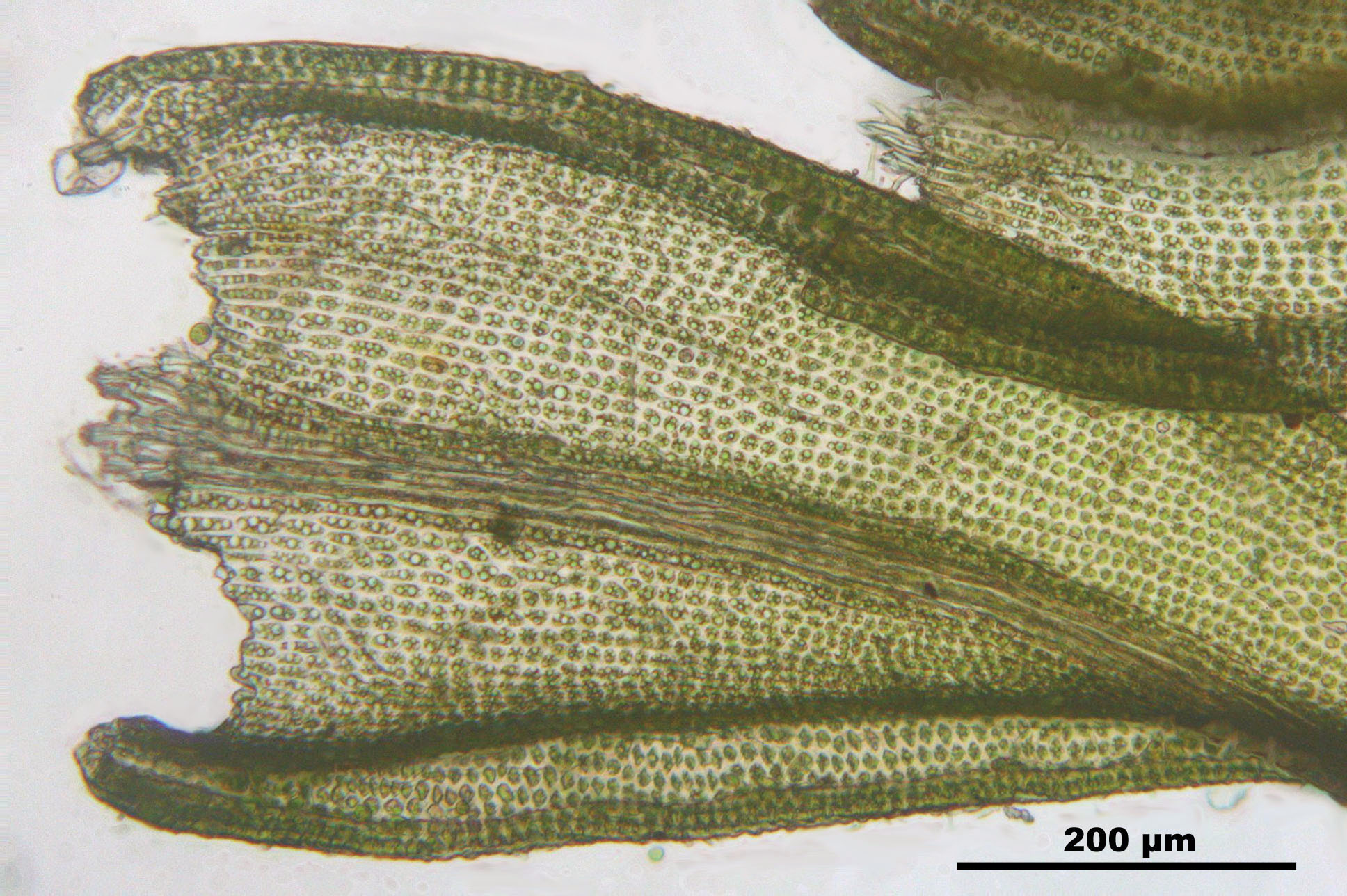
Листок
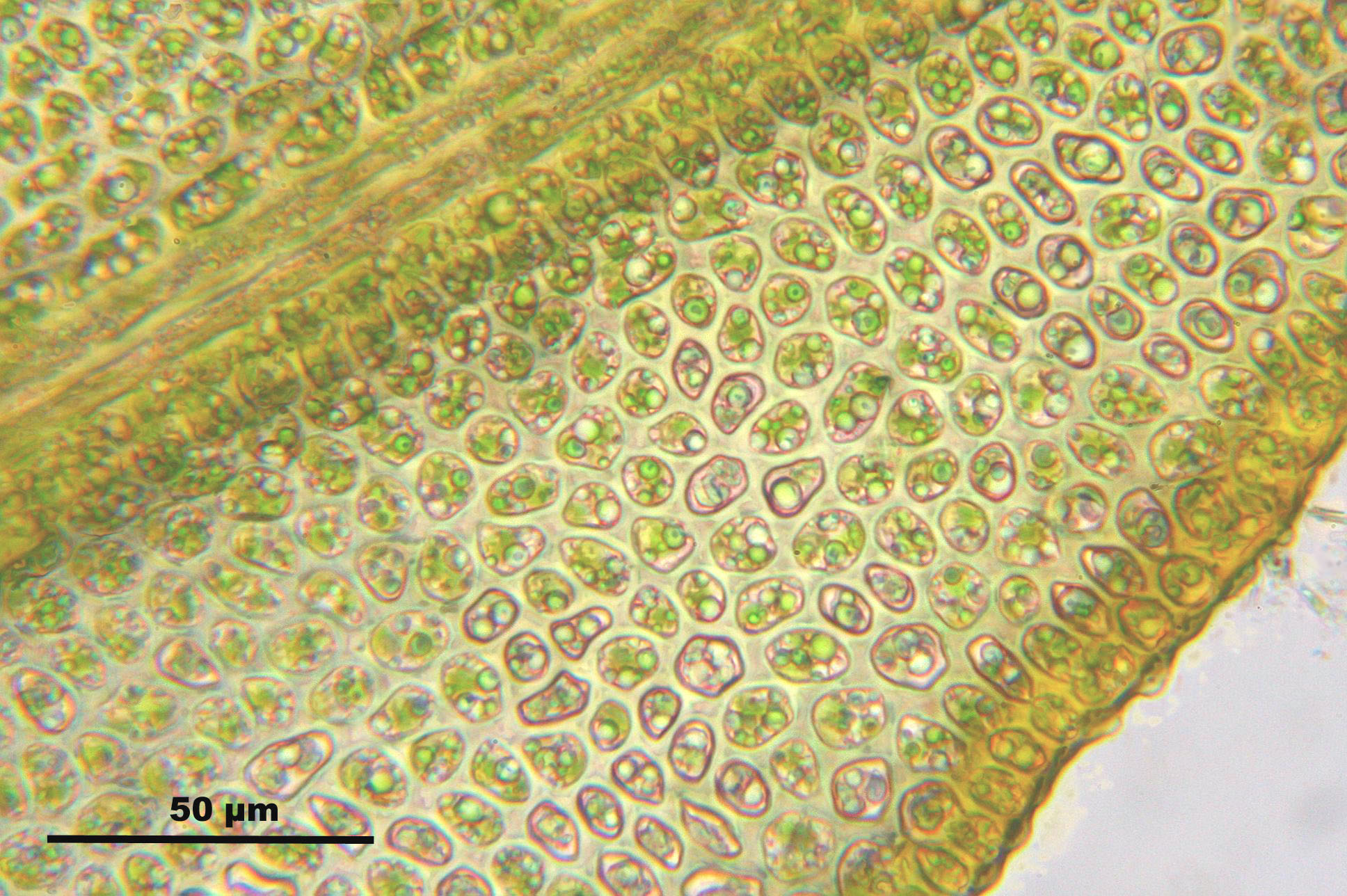
Листок
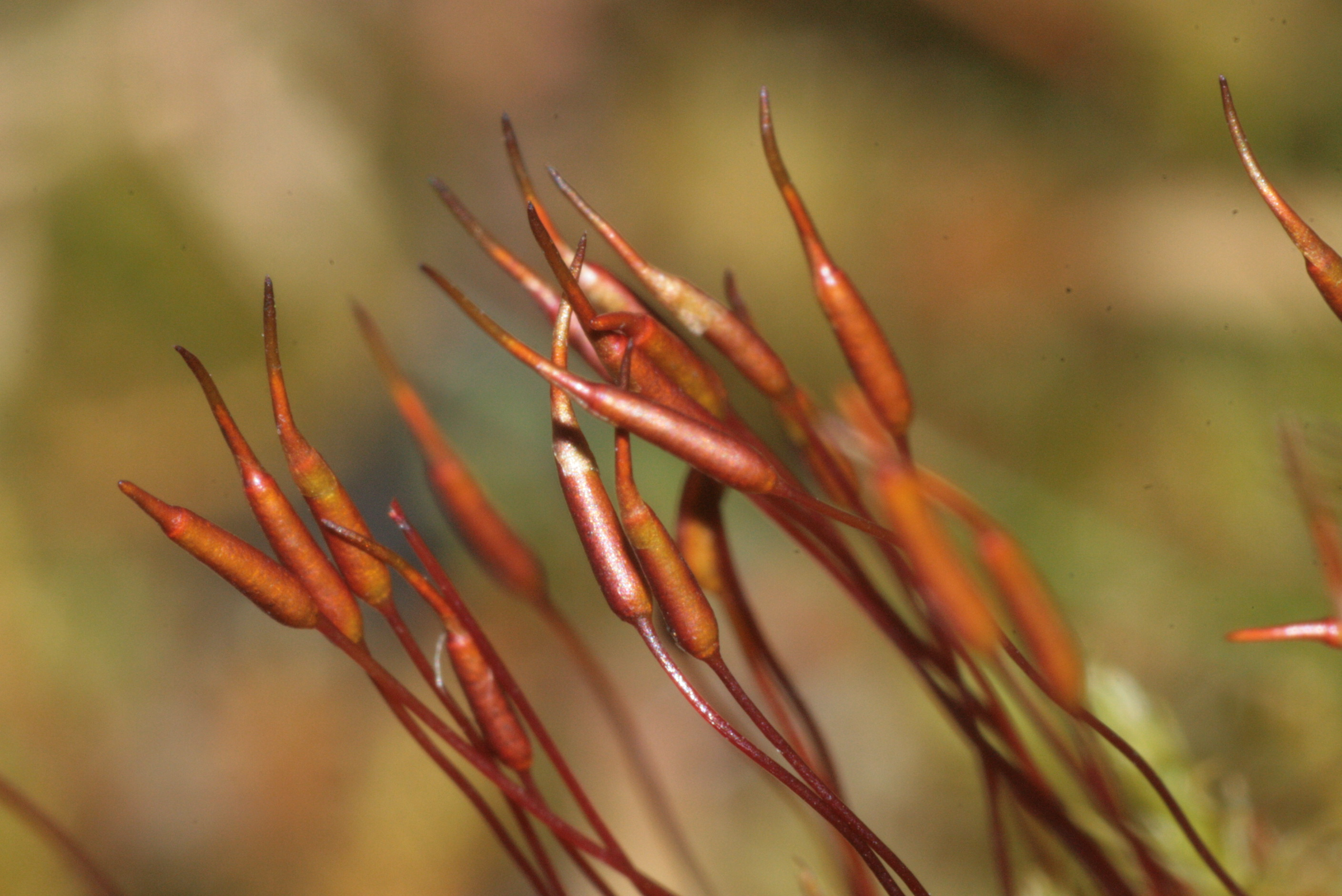
Коробочки
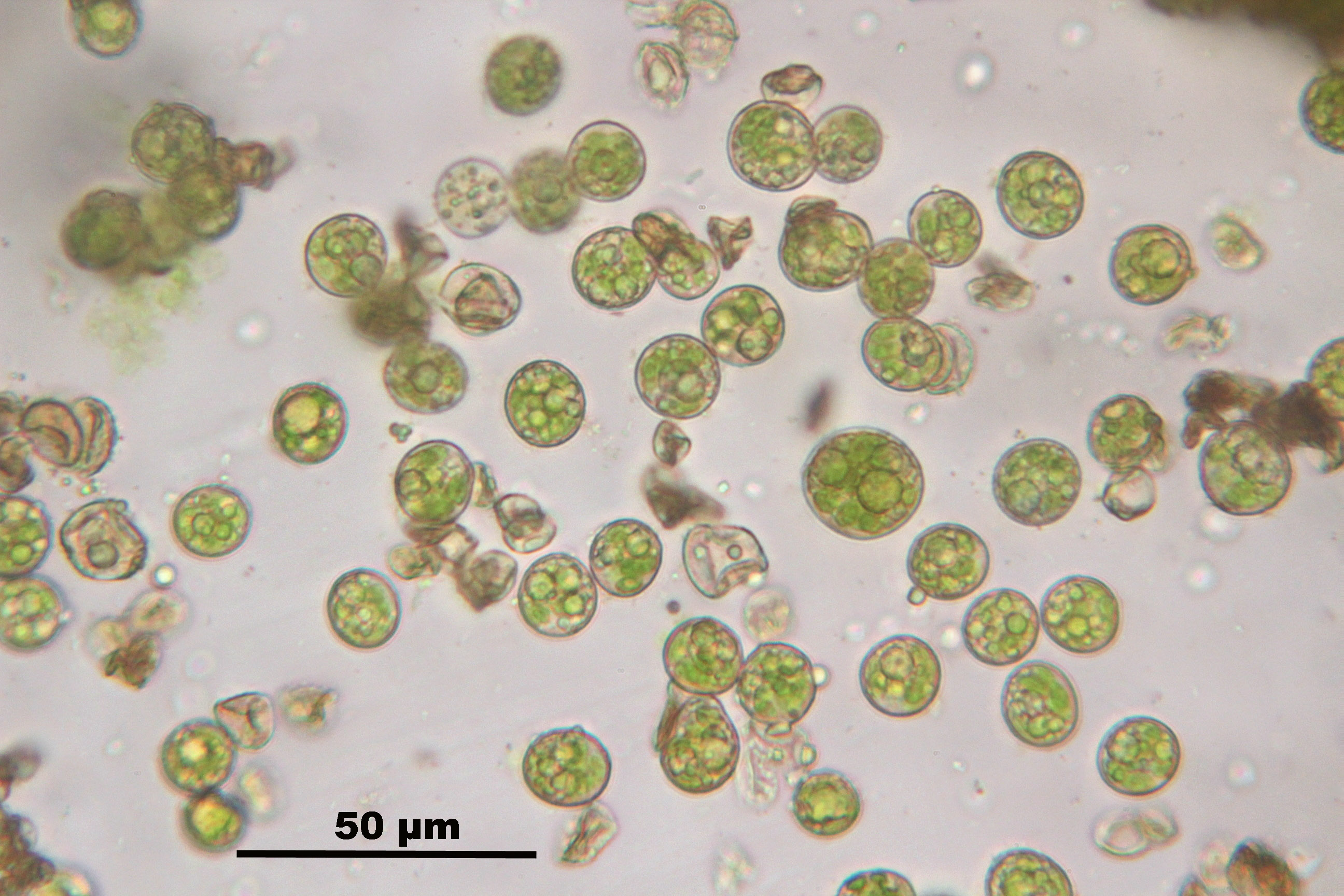
Спори